# Munkácsi Pál
Munkácsi Pál, névváltozatok: Munkácsy, Munkátsi, Geidler, született: Gaidler (Munkács, 1813. szeptember 12. – Pest, 1846. május 10.) színész, színházigazgató.

## Életpályája
Nemesi származású apja megyei hivatalt viselt. (Ősei Németországból, Wolfenbüttelből vándoroltak be Magyarországra.) Apja halála után az alig 20 éves fiú összeszólalkozott a gondnokával, ezért szinész lett Abday Sándor társulatánál. A kitűnően képzett fiatalember nagy hajlamot és tehetséget mutatott az idegen nyelvek tanulására, beszélt németül, olaszul és franciául. 1835-ben már Esztergomban mint Kemény Simon megszemélyesítője lépett fel; később Fekete Gábor szintársulatának tagja volt, legutóbb mint színigazgató működött. Alakja magas volt, komikus és hősi szerepeket játszott. Meghalt 1846. május 10-én Pesten agyvelőgyulladásban.
Neje bodóbaári és nagybitsei Mészáros Anna, színésznő, született 1817-ben, Pusztaszántón, Nógrád vármegyében, meghalt 1893. augusztus 28-án, 76 éves korában, Budapesten. 1836. február 10-én Esztergomban kötöttek házasságot. 1834-35-ben Budán működött, ahol 25 forint volt a fizetése. 1840-ben Kaposvárott, Zalaegerszegen, 1841-ben Győrött és Komáromban szerepelt. Később Török Béni színész felesége lett. Leányuk Munkácsy Flóra, színésznő, a későbbi Feleky Miklósné.
Költeménye és cikkei megjelentek a Regélőben (1834. I. 7., 1835. 24., 28., 79. sz.).

## Fontosabb szerepei
- Elek (Kisfaludy F.: Csalódások)
- Kemény Simon (Kisfaludy Károly)
- Hinkó (Birch–Pfeiffer: Hinkó a hóhér legény és Margitta, a hóhér leánya)

## Műve
- Magyar Thalia gyász-nefelejts-koszoruja halálára a nemzet legjobb attyának emlékül. Esztergom, 1835. (I. Ferenc király halálára.).